# Горно-Зерентуйське сільське поселення
Го́рно-Зеренту́йське сільське поселення (рос. Горно-Зерентуйское сельское поселение) — сільське поселення у складі Нерчинсько-Заводського району Забайкальського краю Росії.
Адміністративний центр та єдиний населений пункт — село Горний Зерентуй.

## Населення
Населення сільського поселення становить 805 осіб (2019; 1153 у 2010, 1563 у 2002).